# 李之芳 (唐)
李 之芳（り しほう、?－768年）は、中国唐の皇族であり、唐の太宗李世民の玄孫であり、高宗李治の異母兄の蒋王李惲の曾孫であり、蔡国公李煌の孫である。父は左武衛将軍を務め蔡国公爵位を継承した李承祖である。 字と号は未詳である。 

## 経歴
開元末に彼は駕部員外郎に任命され、後日安禄山の推薦で、彼は范陽郡司馬に任命された。後、安禄山が反乱を起こすと辞任し洛陽に帰還した。彼は以来、工部侍郎、太子右庶子、宗正卿などを歴任した。広徳初年（763年）、代宗の皇命を奉じ彼は御史大夫に在職中使臣に任命、吐蕃に派遣された。しかし吐蕃の国王に拉致されて、彼は2年間監禁されたが帰国した。以後礼部尚書に任命されたが太子賓客に発令された。
大暦3年（768年）の秋に死んだが、彼の死亡原因と年齢は不明である。

## 伝記資料
- 『旧唐書』巻76 列伝第26「蒋王惲伝」
- 『新唐書』巻80 列伝第5「蒋王惲伝」